# Armoiries de Québec
Les armoiries de la ville de Québec, capitale de la province canadienne de Québec, ont été adoptées par le Conseil municipal en 1949 et par l'Autorité héraldique du Canada en 1988.

## Histoire

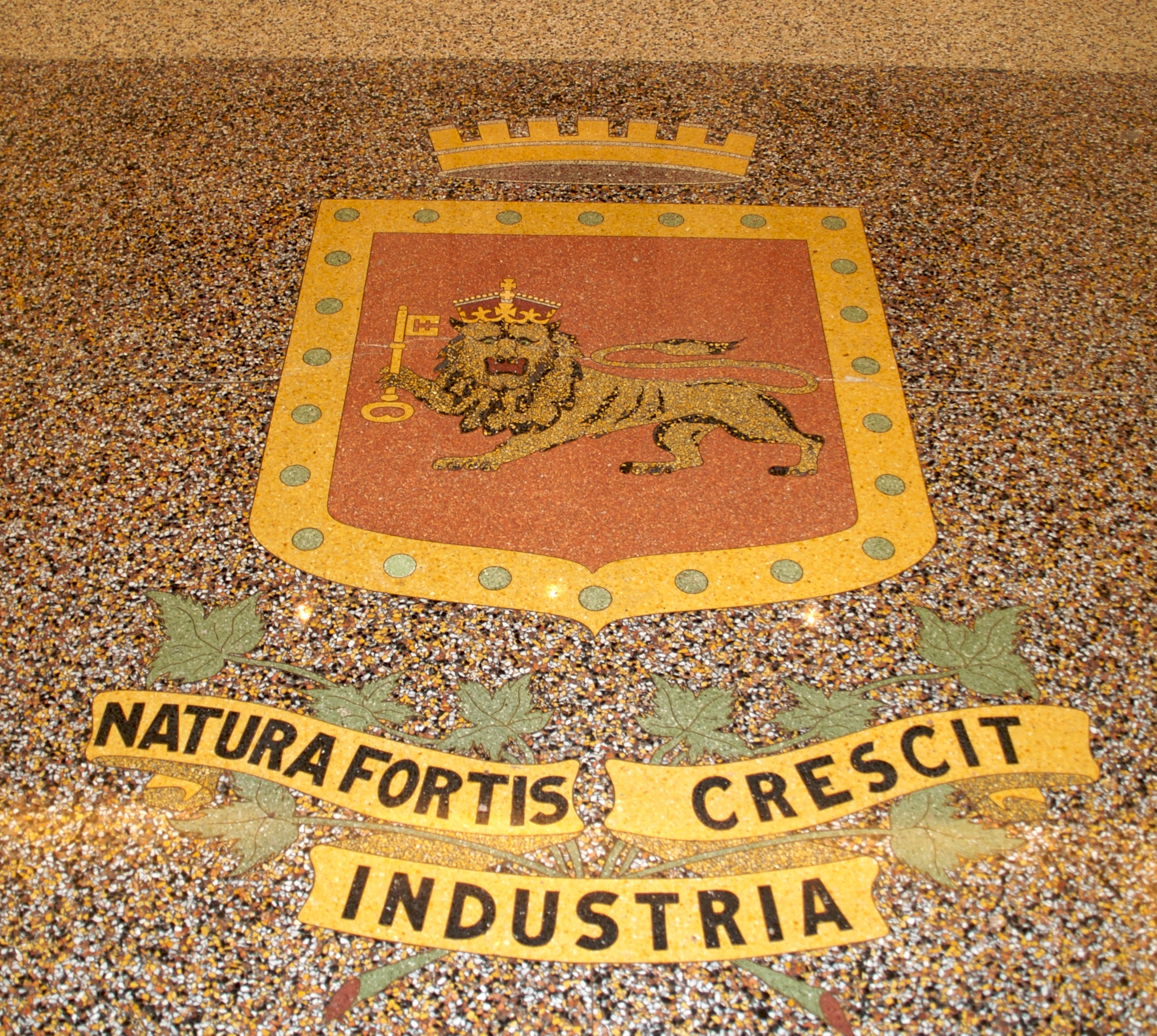
Les premières armoiries de la ville, sur le plancher du palais Montcalm, comportent l'ancienne devise Natura Fortis Industria Crescit (fortifiée par la nature, elle croît par le travail).

La date de création des premières armoiries de la ville est inconnue. Cependant, les armoiries de 1793 du diocèse anglican de Québec en sont pratiquement identiques. Elles se blasonnent ainsi : De gueules au léopard couronné et tenant dans sa dextre une clef d'or à la bordure rivetée d'or. Dépendamment des versions, l'écu est supporté par deux anges et est timbré par une couronne française. La bordure rivetée est également parfois absente. On retrouve encore la trace de ces armoiries à différents endroits, notamment à l'hôtel du Parlement du Québec où elles sont gravées au dessus de la statue de Samuel de Champlain.
En 1833, le peintre et conseiller municipal Joseph Légaré conçoit le sceau de la ville de Québec. On y montre une déesse de l'abondance tenant les armoiries de la ville devant la colline de Québec. D'ailleurs, ce sceau se présentera souvent sous la forme d'un écu, concurrençant les premières armoiries.
En 1945, le maire Lucien Borne demande à l'héraldiste Maurice Brodeur de concevoir de nouvelles armoiries. Le conseil municipal les adopte en 1949. Le 20 septembre 1988, elles sont les premières armoiries à être enregistrées par l'Autorité héraldique du Canada.

## Description
Le blasonnement des armes de la ville de Québec est le suivant :

« D’azur à la champagne burelée-ondée d’argent et d’azur sommée d’un navire ancien voguant à pleines voiles d’or, au chef de gueules bordé d’or et chargé de deux clés d’or passées en sautoir, à la feuille d’érable de sinople brochante sur les clés. »

Le cimier est

« Une couronne murale maçonnée de sable et ajourée de gueules. »

Et la devise : « DON DE DIEU FERAY VALOIR. »
Le dessin officiel utilisé par la ville de Québec comporte quelques incohérences avec le blasonnement :
- La champagne est dite « burelée » alors que burelé suppose au minimum 10 pièces, qui est le nombre par défaut. Le dessin ne montre que six pièces, il s'agit donc simplement d'un fascé. Ce fascé comportant une couleur du champ, bien que n'étant pas fautif, est ambigu, car le rendu est plutôt celui de trois burelles ondées (ou d'une tierce ondée) en pointe.
- La figure en pointe (champagne, trois burelles ou tierce) n'est pas « sommée » par le navire, puisqu'elle broche en partie sur celui-ci. En fait, le navire est « mouvant » de cette figure.
- Tel que blasonné le chef est à enquerre, puisque de gueules sur azur. La bordure ne le sauve pas selon la théorie.
- Les clés par défaut ont l'anneau vers la pointe et le panneton vers l'extérieur or sur le chef elles sont donc dessinées versées et contournées, ce qui n'est pas blasonné.
- L'écu n'est pas « surmonté » mais « sommé » d'une couronne murale (elle touche l'écu) et comme il s'agit d'une couronne, l'écu peut être dit « timbré ».

Le bateau, le Don de Dieu, représente la fondation de Québec par Samuel de Champlain. Il représente aussi la vocation maritime de Québec, l'un des plus importants centres de construction de navires au monde au milieu du XIXe siècle. Les voiles gonflées symbolisent la fermeté et la vaillance de la population. Les clés représentent le passé de capitale de la Nouvelle-France, de capitale du Bas-Canada, de capitale du Canada et de capitale du Québec dans son histoire. La feuille d'érable évoque la personnalité canadienne de la ville, et sa diversité culturelle. La couronne, quant à elle, rappelle que Québec est une ville fortifiée. Enfin, la devise « Don de Dieu feray valoir » témoigne de l'héritage catholique de la ville. Elle est désignée comme un cadeau de Dieu que l'on doit chérir.